# Castello dell'Uscibene
Il Castello dell'Uscibene, detto anche Palazzo Scibene o palazzo dello Scibene, è uno storico palazzo arabo-normanno di Palermo. È situato nel quartiere Altarello di Baida.

## Storia
La sua costruzione è databile tra il 1130 ed il 1154 in pieno periodo ruggeriano. Questo edificio insieme al castello di Maredolce, alla residenza di Altofonte), la Cuba Sottana, la Cuba Soprana, la Piccola Cuba e la Zisa, costituivano i sollazzi o “palazzi di piacere”, residenze reali destinate allo svago e al riposo specie nei periodi più caldi.
Il monumento è il frutto di una storia stratificata di trasformazioni e restauri che lo hanno interessato dall'Ottocento ad oggi. Nel 2018 un dibattito tra le istituzioni e la città, ha rimesso in primo piano l'esigenza di un progetto di restauro del monumento, che comprenda il restauro dell'intero complesso architettonico e la valorizzazione del paesaggio urbano e agricolo che lo contiene. Dibattito animato anche da contributi scientifici, sull'intero complesso architettonico, che restituiscono una ricca presenza di personaggi importanti per la storia del restauro siciliana, quali Francesco Saverio Cavallari, Francesco Valenti, Mario Guiotto e Giovan Battista Filippo Basile, uniti a osservazioni e rilievi dello stato attuale, studio ancor più significativo se inquadrato alla luce del rinnovato riconoscimento dei monumenti «arabo–normanni» di Palermo da parte dell’UNESCO.

## Descrizione
Al centro è presente una fontana simile a quella del castello della Zisa e si trova in una sala cruciforme, vi sono anche delle piccole volte di tipo orientale poste anche in altri edifici contemporanei. Ad una estremità dell'edificio c'è una piccola chiesa con volte a botte. in realtà il tetto era ligneo con maggiore altezza sul santuario (ril Cavallari , Goldsmidt ecc)  a seguito di crolli e ristrutturazioni il tetto della navata è stato abbassato (esisteva ancora al tempo del Goldsch.) e dopo il crollo il soprintendente dell'epoca progettò un tetto "innovativo" sul santuario: volta a botte in c.a recentemente con un restauro "filologico" è stato definitivamente restaurato l'ingresso.

## Galleria d'immagini

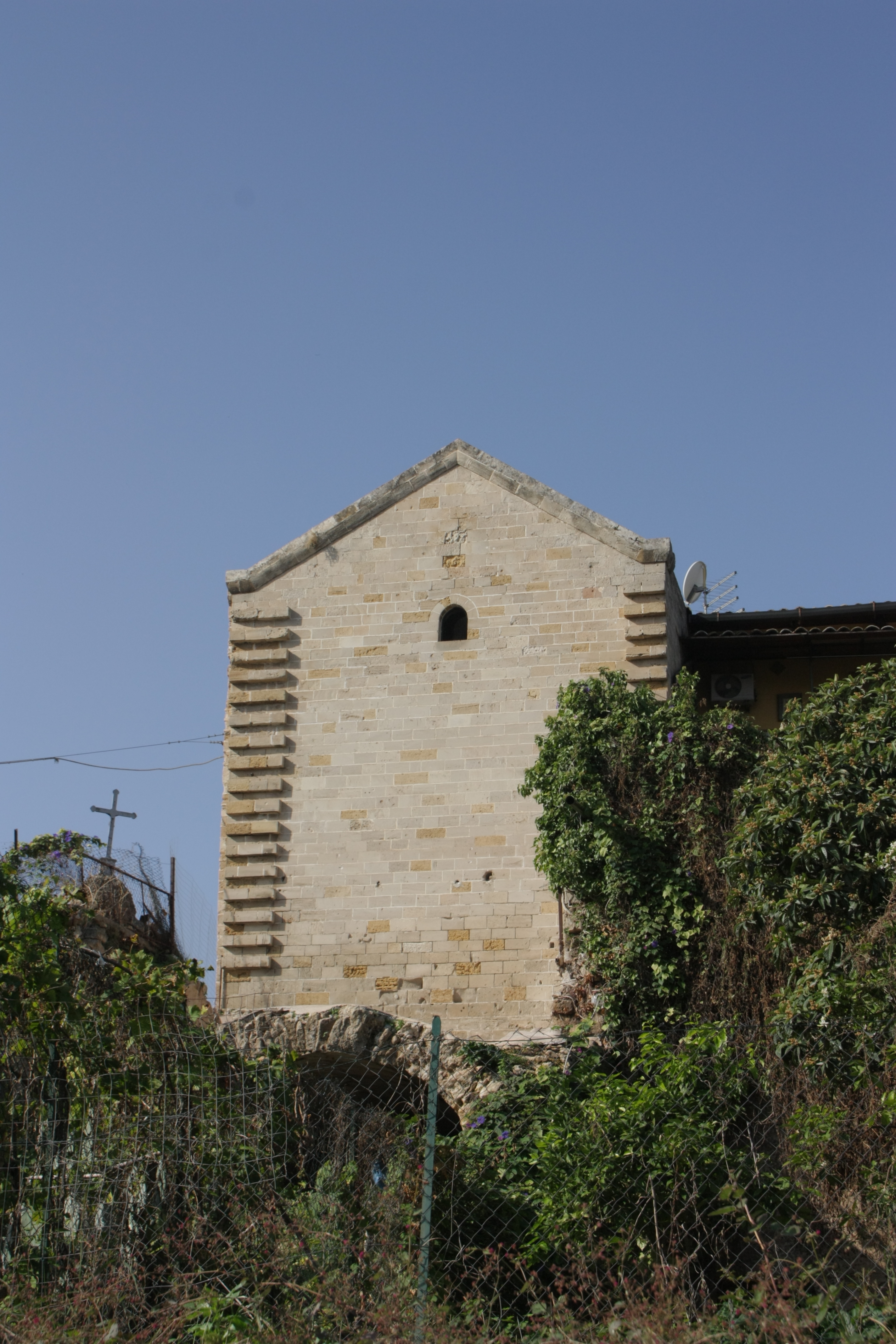
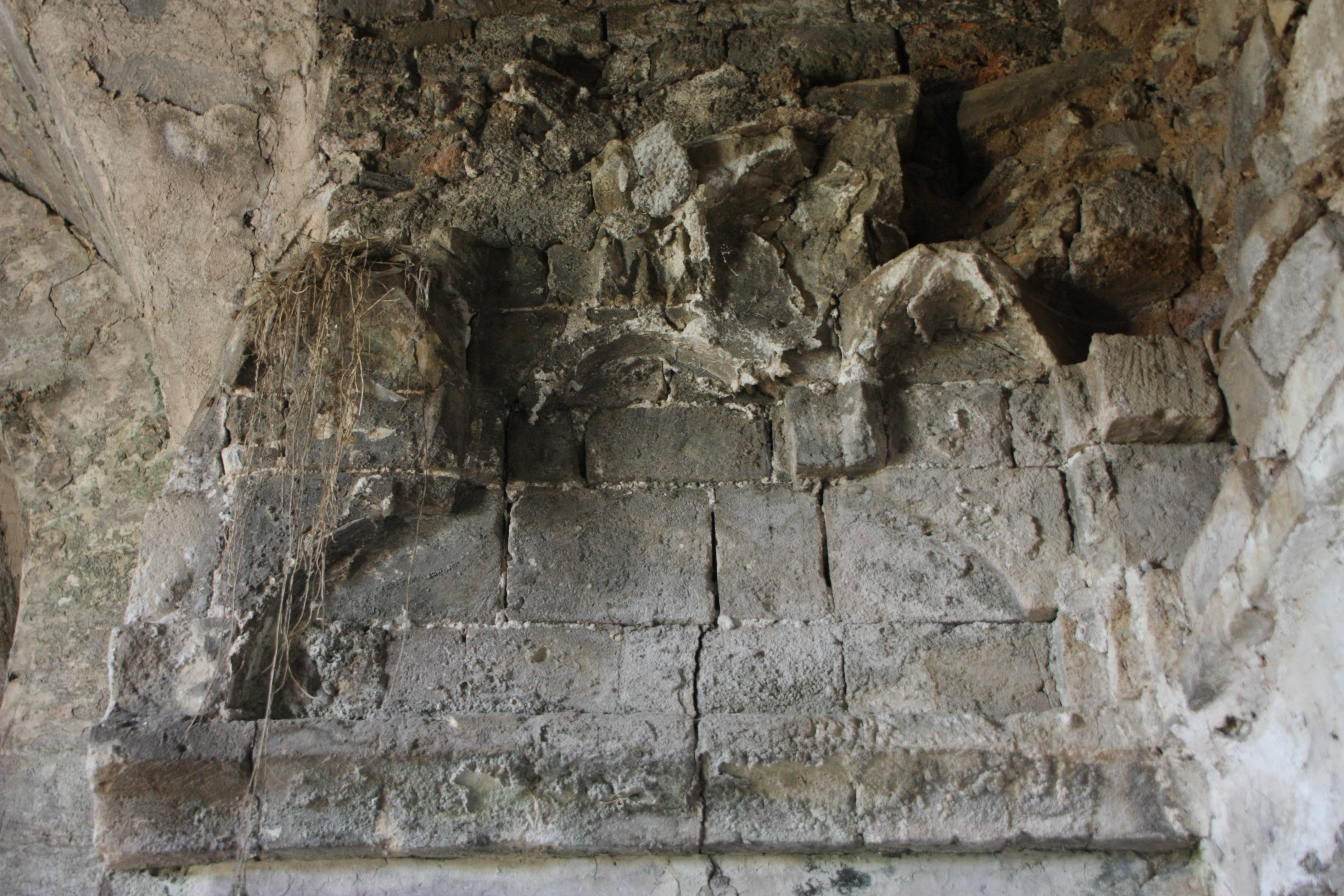
Muqarnas
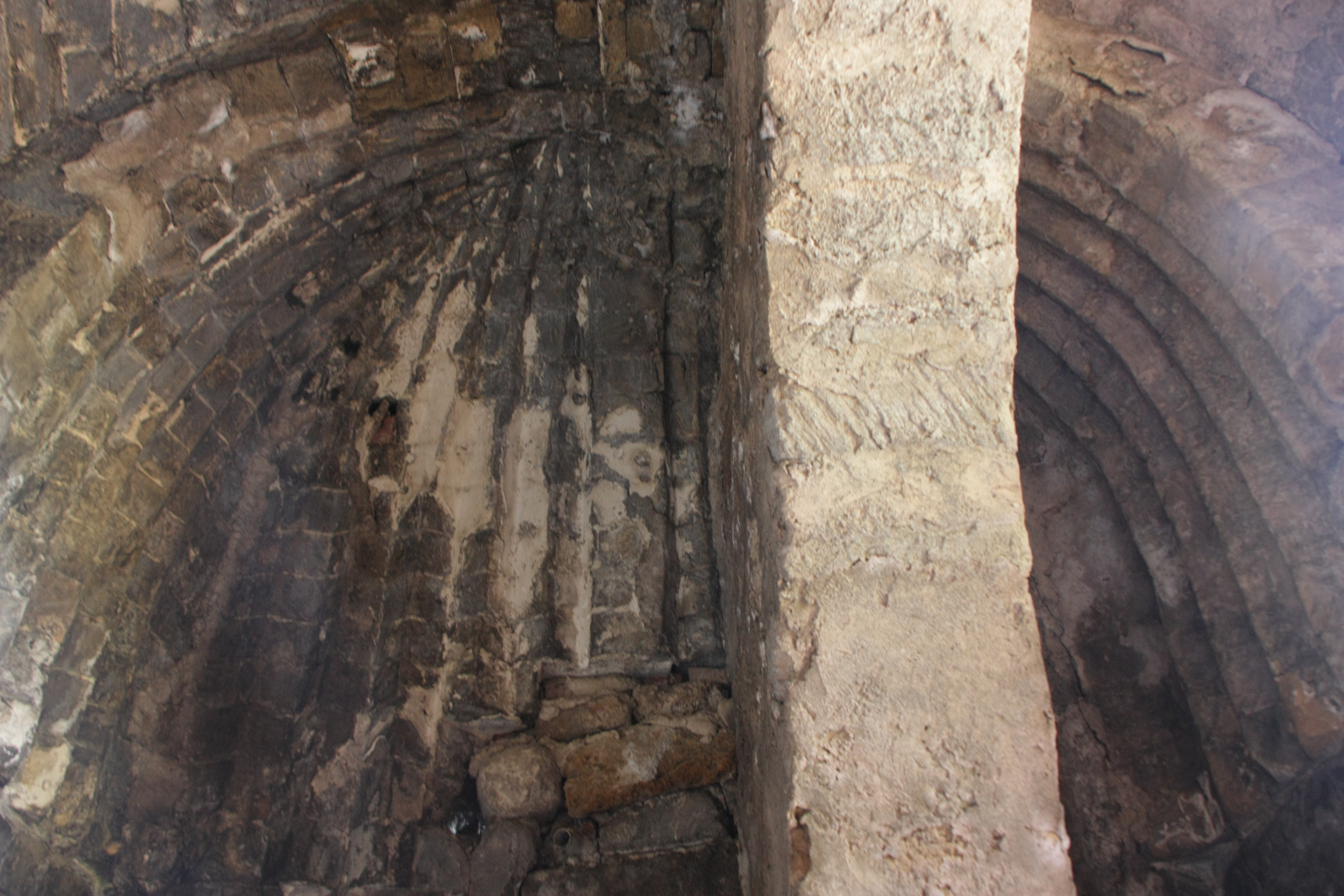
Archi interni
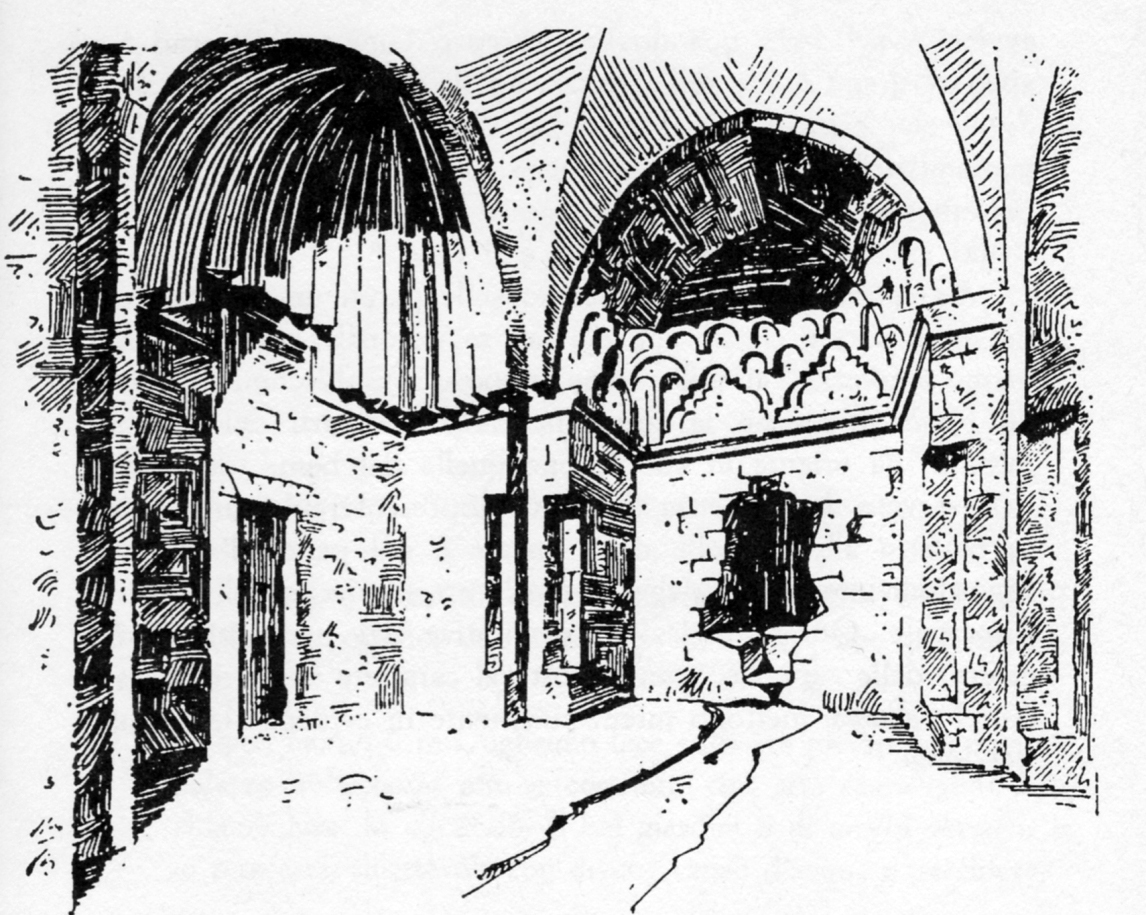
L'Iwàn dello Scibene. Illustrazione da Die normannischen Koenigpalaste in Palermo di A. Goldschmidt, 1898.